# L'allieva (Mina)
L'allieva è un album della cantante italiana Mina, pubblicato nel 2005.

## Descrizione
«Un quaderno a fiori abbandonato in soffitta fra pagelle, lapis, temperini e altri ricordi della scuola, racconta la passione di Mina per lo swing di Frank Sinatra. L'allieva è infatti il disco che la signora consegna al suo fedelissimo pubblico [nell'] autunno 2005 [eseguendo] canzoni che crepitano fra le labbra come Strangers in the Night, April in Paris, The Nearness of You, My Way ed altri dieci successi di Ol' Blue Eyes. Un songbook in bilico tra Mashwitz (These Foolish Things) e Brent (Angel Eyes), tra Jobim (Once I Loved, Dindi) e la coppia Rodgers & Hart (Blue Moon) che la signora affronta con l'arma della dolcezza, affiancata dal piano di Danilo Rea, le spazzole di Alfredo Golino, il contrabbasso di Massimo Moriconi, la chitarra di Andrea Braido, la tromba di Franco Ambrosetti le orchestrazioni di Gianni Ferrio». Il risultato è un disco intimista: «immaginate un fumoso jazz club, una cantina in penombra, dove per pochi intimi si esibisce una cantante accompagnata da un quartetto di eccezionali solisti. Sembra di vederle le canzoni che si fanno strada tra luci tagliate, che rimbalzano tra mura screpolate dal tempo, che squarciano il denso silenzio dove le note cadono come gocce lievi». «Non è la prima volta che Mina canta degli evergreen - quattro dei quattordici titoli incisi per L'allieva figurano già nella sua sterminata discografia - ma è la prima volta che li organizza per un progetto così articolato. L'amore per Sinatra e per la sua arte è il filo rosso che collega brani molto differenti tra loro [...], ma Mina ha superato [...] ogni ostacolo stilistico e interpretativo». «Un album dichiaratamente, nei suoni e nelle melodie, "vintage" (e non poteva essere altrimenti visto che i brani vanno dal 1932 di April in Paris al 1967 di My Way), dove Mina sceglie quasi sempre un'interpretazione sfumata, trattenuta, spesso sognante e malinconica, volutamente tralasciando lo swing dello zio Frankie. Se in My Way Sinatra spiegava le corde vocali, lei le trattiene, compiendo una scelte minimalista. Paradigmatici in questo senso, ecco The Nearness of You e Once I Loved, dove la voce resta sospesa tra sussurri e sospiri e il tempo musicale viene molto rallentato. Solo nei tre brani finali entra in scena l'orchestra del maestro Gianni Ferrio e lei lascia andare la voce al canto pieno con i consueti virtuosismi». «Affronta ogni passaggio con senso della misura, una pienezza espressiva ripulita di ogni eccesso vocale. Predomina il respiro, quello che Mina lascia andare all'inizio di ogni traccia e avvolge il timbro languido, il portamento e il [...] controllo del vibrato con cui L'allieva fa sue These Foolish Things, Strangers in the Night o April in Paris, per fare qualche esempio». In breve, la voce della Tigre «viene qui autoridotta, come nei bolidi, con più di 300 cavalli, come si addice al genere "torch song". Registro medio, quello di Chet Baker e Julie London. Di Astrud Gilberto se si tratta di un jazz samba. Senza sfidare a voce piena i due tenori Sinatra e Tony Bennett (cercato inutilmente per un mitico duetto: era in tournée). Intonazione naturale [...], grana morbida, sottile come uno shahtoursh, linee melodiche seriche, colorate, che salgono [...] fino al cielo. Mina si sdraia [...] indolente sulle canzoni, si stiracchia, gioca e sospira. Scende dentro testo e musica, senza perdersi. Con la promessa jazzistica giusta, senza rinunciare al suo birignao d'oro». «Ora, si potrà anche dire che L'allieva è un album monocorde, senza colpi di scena, poco appetibile in una civiltà musicale tutta disegnata col pantografo. Errore: bisogna lasciarsi pervadere dal gioco sottile di sfumature, e dall'[...] interiorità che differenzia sottopelle i quattordici brani, per coglierne la varietà. Per captare la dimensione davvero lunare di un'emozionante Blue Moon, il piglio ludico di Strangers in the Night, il languore rattenuto e sensuale di All the Way, la levità carioca di Dindi e di Once I Loved, di Jobim. Per chiederci, alla fine, chi, tra Mina e Sinatra, sia davvero il maestro, e chi l'allievo».

Foto interna del cd "L'allieva" di Mina

## Tracce
1. These Foolish Things - 5:32 - (Eric Maschwitz, Jack Strachey)
2. The Nearness of You - 3:28 - (Hoagy Carmichael, Ned Washington)
3. Once I Loved (O amor em paz) - 6:17 - (Antônio Carlos Jobim, Vinícius de Moraes − adatt. inglese: Ray Gilbert)
4. One for My Baby (and One More for the Road) - 4:40 - (Johnny Mercer, Harold Arlen)
5. Angel Eyes - 6:20 - (Matt Dennis, Earl Brent)
6. Blue Moon - 6:19 - (Richard Rodgers, Lorenz Hart)
7. Strangers in the Night - 4:04 - (testo: Eddie Snyder, Charlie Singleton − musica: Bert Kaempfert)
8. All the Way - 4:42 - (Jimmy Van Heusen, Sammy Cahn)
9. Good-bye - 2:55 - (Gordon Jenkins)
10. Dindi (Dindi) - 4:53 - (Antônio Carlos Jobim, Aloysio de Oliveira − adatt. inglese: Ray Gilbert)
11. My Way (Comme d'habitude) - 2:39 - (testo: Gilles Thibault − adatt. inglese: Paul Anka − musica: Claude François, Jacques Revaux)
12. Only the Lonely - 4:32 - (Jimmy Van Heusen, Sammy Cahn)
13. April in Paris - 2:41 - (Vernon Duke, Yip Harburg)
14. Laura - 3:41 - (Johnny Mercer, David Raksin)

## Versioni Tracce
- The nearness of you:

versione del 1964 vedi Mina
- Angel eyes:

versione del 1964 vedi Mina
- Blue moon:

versione estesa vedi videoclip incluso nel CD 1ª edizione
- Strangers in the night:

versione del 1984 vedi Catene
- Dindi (Dindi):

versione in italiano 1964 Dindi vedi Stessa spiaggia, stesso mare
versione in spagnolo 1964 Dindi vedi Mina canta in spagnolo

## Crediti

### Artista
- Mina - voce

### Musicisti
- Alfredo Golino - batteria
- Massimo Moriconi - contrabbasso
- Danilo Rea - pianoforte
- Andrea Braido - chitarra

## Classifica italiana (FIMI)
| Posizione | 4 | 7 | 10 | 16 | 17 | 20 | 24 | 45 | 35 | 42 | 62 | 77 | 74 | 75 | 100 |